# آینار گرهاردسن
آینار گَرهاردسن (انگلیسی: Einar Gerhardsen؛ زاده ۱۰ مهٔ ۱۸۹۷ – درگذشته ۱۹ سپتامبر ۱۹۸۷) یک سیاست‌مدار اهل نروژ بود.
گَرهاردسن حزب کارگر را نمایندگی کرده و بین سال‌های ۱۹۴۵ تا ۱۹۵۱، از ۱۹۵۵ تا۱۹۶۳ و از ۱۹۶۳ تا ۱۹۶۵ میلادی نخست‌وزیر نروژ بود.
در نروژ، گَرهاردسن را بعنوان «پدر کشور» می‌شناسند. او یکی از مهم‌ترین پایه‌گذاران دولت رفاه در نروژ پس از جنگ جهانی دوم بود.